# C'era una volta una bimba
C'era una volta una bimba (Жила-была девочка) è un film del 1944 diretto da Viktor Vladislavovič Ėjsymont.